# Ioteba Uriam
Te Ioteba Tamuera Uriam (ur. 1910, zm. 1988) – kiribatyjski polityk, autor hymnu Kiribati.
Pochodził z niewielkiej wyspy Tamana. Za czasów kolonialnych był członkiem parlamentu Wysp Gilberta i Lagunowych, reprezentant wysp na arenie międzynarodowej. Uriam jest autorem słów i muzyki do Teirake Kaini Kiribati, narodowego hymnu Kiribati, który został przyjęty po ogłoszeniu niepodległości 12 lipca 1979 roku.